# Nationaal park Ainos
Nationaal park Ainos (Grieks: Εθνικός δρυμός Αίνου, Ethnikós drumós Aínou) is een nationaal park in Griekenland op en rond de Ainos (Grieks: Όρος Αίνος) op Kefalonia, een van de Ionische Eilanden . Het nationaal park werd gesticht in 1962 en is 2862 hectare groot. De Ainos is 1826 meter hoog en is daarmee de hoogste berg van Kefalonia. De berg is bedekt met bossen van zwarte den en Griekse zilverspar (tussen 700 en 1200 meter hoogte). Op de Ainos leven wilde paarden.

## Afbeeldingen

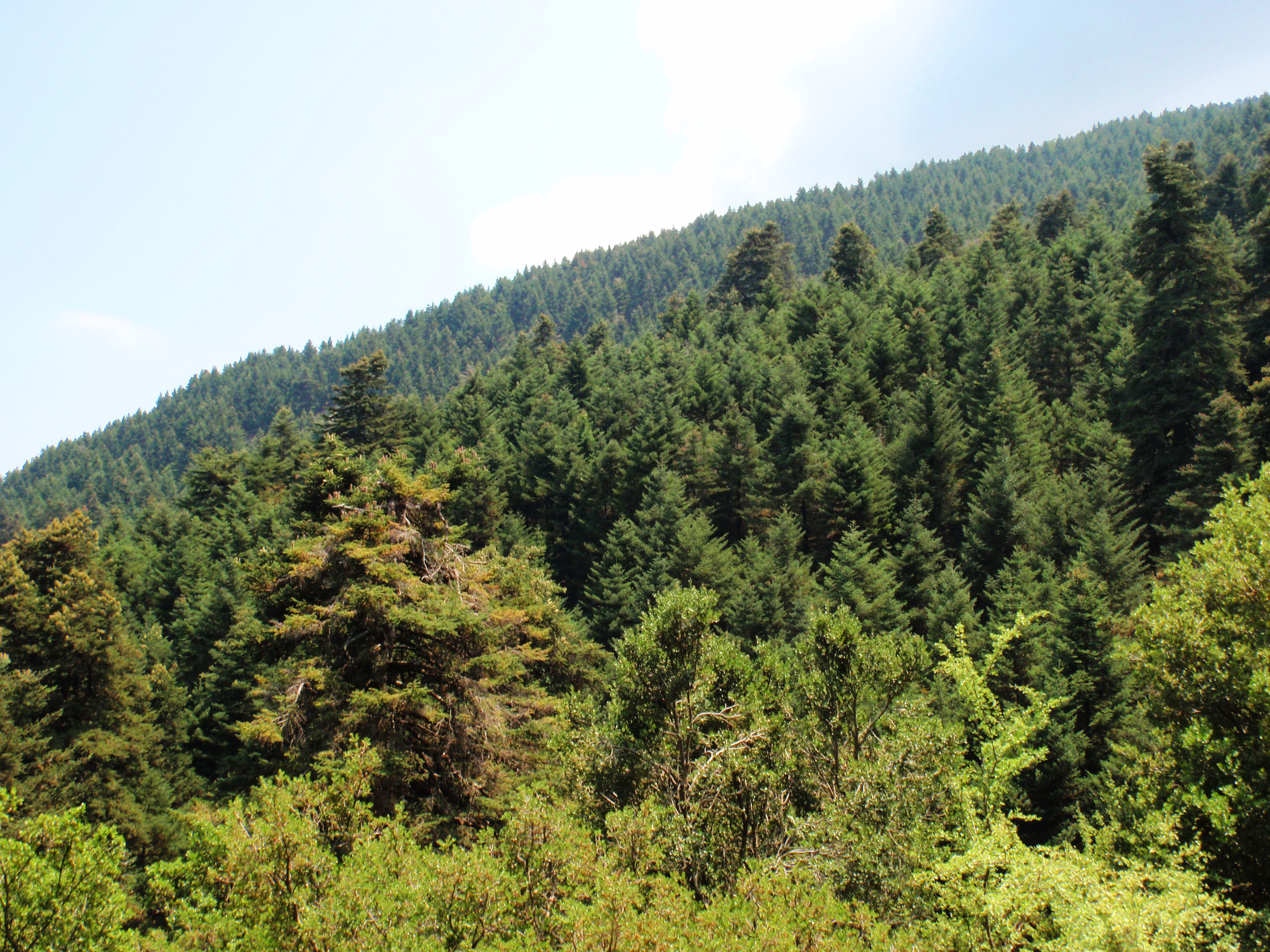
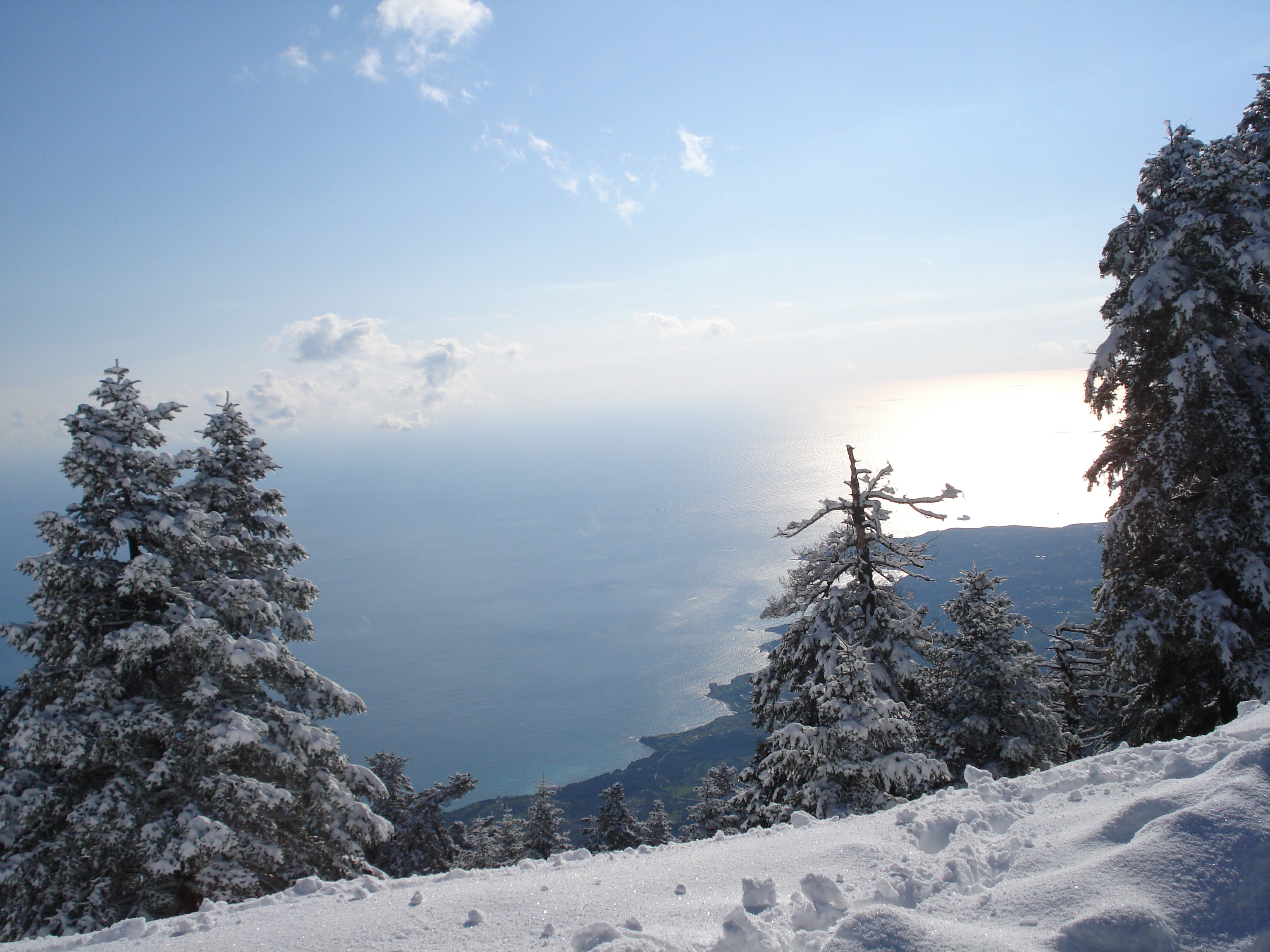